# Harald Pfeiffer (Physiker)
Harald Pfeiffer (* 1974) ist ein deutscher Astrophysiker und Hochschullehrer an der Universität Potsdam.

## Leben und Wirken
Pfeiffer besuchte das Steigerwald-Landschulheim Wiesentheid und machte dort mit 19 Jahren sein Abitur. 1993 holte er bei der Internationalen Physikolympiade eine Goldmedaille. Von 1994 bis 1997 studierte er Physik an der Universität Bayreuth und von 1997 bis 1998 an der University of Cambridge. Danach studierte er von 1998 bis 2003 an der Cornell University, wo er einen Abschluss als Ph.D. machte. 2003 bis 2009 war er am California Institute of Technology tätig. Danach übte er Lehrtätigkeiten am Canadian Institute for Theoretical Astrophysics der University of Toronto aus.
Seit 2017 ist er Gruppenleiter in der Abteilung für Astrophysikalische und Kosmologische Relativitätstheorie am Max-Planck-Institut für Gravitationsphysik in Potsdam und Professor an der Universität Potsdam.

## Forschungsschwerpunkte
Pfeiffer forscht im Bereich der numerischen Relativitätstheorie für die Gravitationswellen-Astronomie. Er entwickelt Methoden, um entsprechende Fragestellungen auf Supercomputern zu bearbeiten. Mit Simulationen behandelt er Fragestellungen zur Entstehung von Gravitationswellen beim Einander-Umkreisen oder bei der Verschmelzung von Doppelsystemen aus Schwarzen Löchern oder Neutronensternen. Er war damit an der Analyse der Detektordaten von LIGO, Virgo und KAGRA beteiligt und forscht an der Weiterentwicklung für neue Experimente wie LISA.
Gemeinsam mit Lawrence Kidder und Mark Scheel hat er vor dem Jahr 2000 die Anfänge des Spectral Einstein Code (SpEC) entwickelt, der zur Lösung partieller Differentialgleichungen bei der Simulation kompakter binärer Objekte, also Doppelsysteme, dient. Damit lassen sich zu erwartende Gravitationswellenformen modellieren, die dann gezielt in den Detektordaten gesucht werden können.
Ein weiteres Tätigkeitsgebiet ist das bessere theoretische Verständnis der Eigenschaften der Einsteinschen Gleichungen.

## Auszeichnungen
- 2016: Friedrich Wilhelm Bessel-Forschungspreis.[5]
- 2023: Fellow der American Physical Society, für seine führende Rolle und seine bedeutenden Forschungsbeiträge auf dem Gebiet der numerischen Relativitätstheorie, die wesentlich zur Interpretation von Gravitationswellenbeobachtungen an binären Schwarzen Löchern beigetragen haben.[6]